# Hey Mama
Hey Mama är en låt från 2003 som är skriven av Black Eyed Peas. Låten nådde 23:e plats på Billboard Hot 100.

## Låtinformation
Hey Mama släpptes som den tredje singeln på albumet Elephunk 2004. Låten spelades i reklamfilmen för Ipod och spelades också i filmen Garfield: The Movie. På topplistorna nådde den till en 3:e plats i Schweiz, 4:a i Australien, Österrike och Nya Zeeland. Den fick även en 6:e plats i Storbritannien vilket blev deras tredje topp 10-hit. Låten var även med i tv-spelet Dance Dance Revolution Ultramix 3 av Konami.